# Путь империи
«Путь империи» (англ. The Course of Empire) — серия из пяти картин американского художника Томаса Коула, написанных в 1833—1836 годах.

## Описание
В ней переданы чувства, распространённые в американском обществе того времени, когда многие считали пасторализм идеальным этапом развития человечества, а идею империи ассоциировали с алчностью и неизбежным разложением. Коул неоднократно обращался к теме циклов — другим примером может служить его серия картин «Путешествие жизни».
Серия была приобретена Нью-Йоркским историческим обществом в 1858 году в подарок для Нью-Йоркской галереи изящных искусств и включает следующие полотна: «Путь империи. Первобытное состояние», «Путь империи. Аркадия или Пастораль», «Путь империи. Расцвет», «Путь империи. Крушение» и «Путь империи. Запустение».
На картинах изображены взлёт и падение воображаемого города, расположенного в нижнем конце речной долины, где река впадает в морскую бухту. Долину легко узнать на всех полотнах, в частности, благодаря необычной особенности — большому камню, который неустойчиво покоится на вершине утёса, нависающего над долиной. Некоторые критики считают, что эта черта символизирует контраст между неизменностью земли и мимолётностью человека.
Этой серии присуще депрессивное настроение. Она отражает пессимизм Коула и часто расценивается как его мнение об Эндрю Джексоне и Демократической партии (стоит отметить фигуру полководца на третьем полотне). Впрочем, не все демократы разделяли его мнение о пути империи: кто-то видел в нём не круг и не спираль, а восхождение вверх. Так, демократ Леви Вудбери, ставший позднее судьёй Верховного суда США, ответил Коулу, что в Соединённых Штатах не будет разрушения.
Литературным источником «Пути империи» стала поэма Байрона «Паломничество Чайльд-Гарольда». Рекламируя эту серию картин в газетах, Коул цитировал стихи из Песни IV:

Так вот каков истории урок:
Меняется не сущность, только дата.
За Вольностью и Славой — дайте срок! —
Черед богатства, роскоши, разврата

И варварства…

## Путь империи

### Первобытное состояние

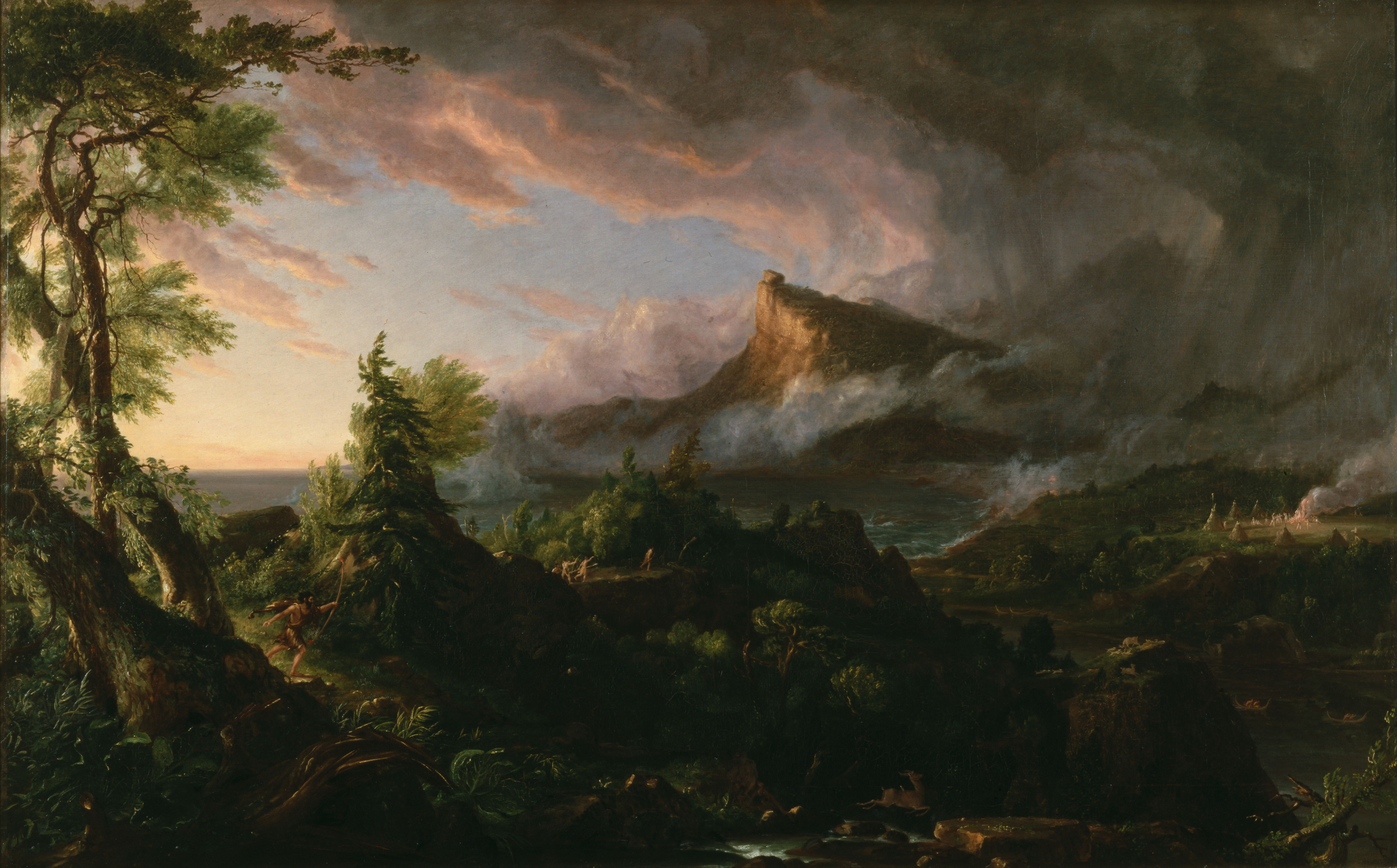
Первобытное состояние, 1834

На первом полотне, «Первобытное состояние» (The Savage State), с берега напротив утёса открывается пейзаж, залитый неярким светом начинающегося ветреного дня. Одетый в шкуры охотник спешит через лесные дебри, преследуя оленя; несколько каноэ поднимаются по реке; на дальнем берегу виднеется расчищенное пространство, где группа типи окружила костёр, — здесь предстоит возникнуть сердцу города. Пейзаж напоминает о жизни индейцев, коренных жителей Америки. Он символизирует идеал здорового мира природы, не тронутого человеком.

### Аркадия или Пастораль

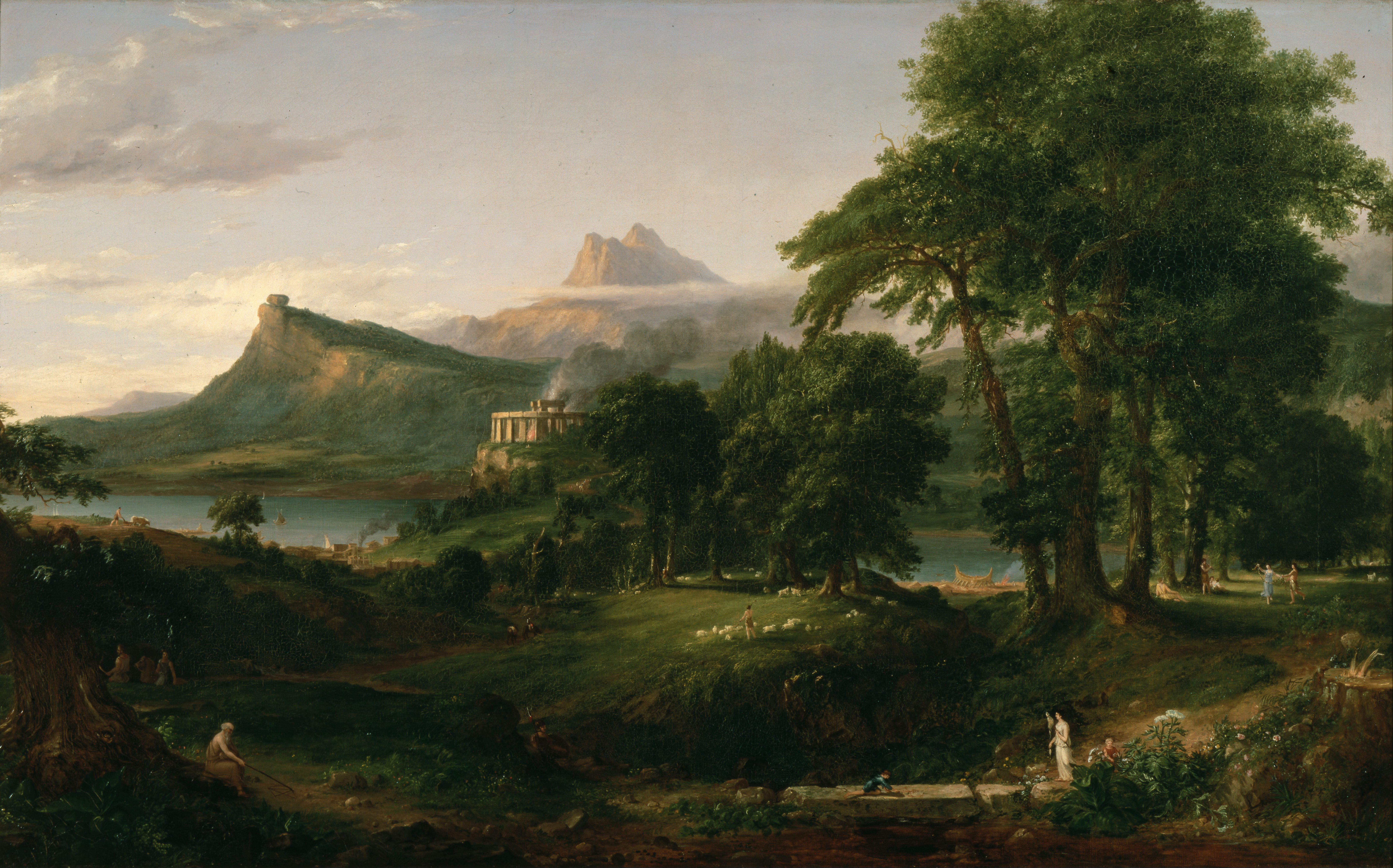
Аркадия или Пастораль, 1834

На втором полотне, «Аркадия или Пастораль» (The Arcadian or Pastoral State), небо расчистилось и перед нами предстаёт свежее весеннее или летнее утро. Точка обзора сместилась вдоль реки: утёс с камнем переместился в левую часть картины, вдали за ним виднеется раздвоенный пик. Дикая природа уступила место заселённым землям — вспаханным полям и лужайкам. На заднем плане видны люди, занятые различными делами — пахотой, выпасом овец, строительством лодки, танцем; на переднем плане старик чертит палкой что-то похожее на геометрическую задачу. На обрыве построен мегалитический храм, и из него поднимается дым, вероятно, от жертвоприношений. Пейзаж отражает представления об идеализированной Древней Греции тех времён, когда ещё не существовало городов. Человек здесь предстаёт в мире с природой: он изменил её, но не настолько, чтобы ей и её обитателям что-то грозило.

### Расцвет

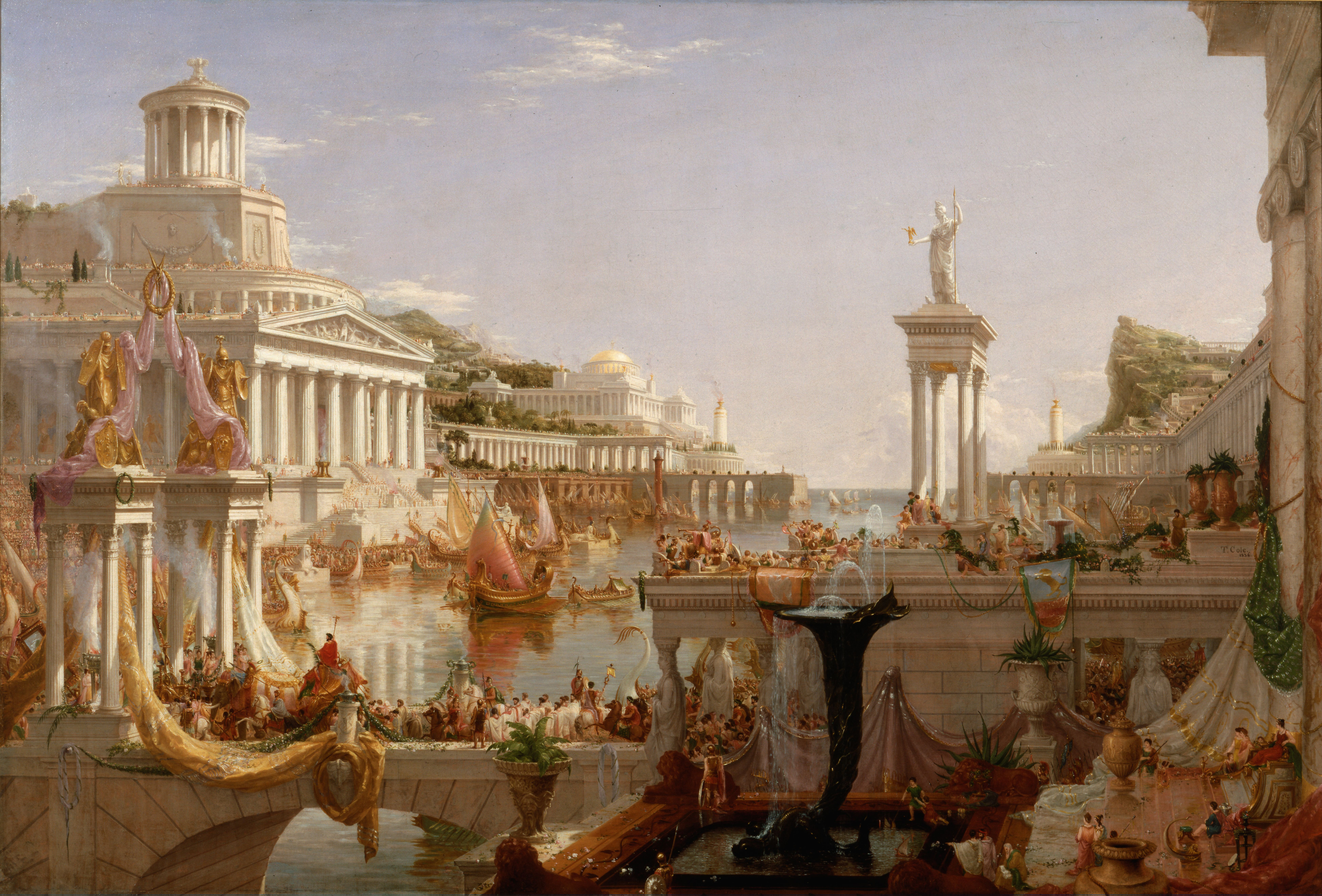
Расцвет, 1836

На третьем полотне, «Расцвет» (The Consummation of Empire), точка обзора переносится на другой берег — примерно туда, где на первой картине находилось расчищенное место. Наступил полдень великолепного летнего дня. На обоих берегах речной долины теперь вознеслись мраморные колонны зданий, чьи ступени спускаются к воде. Мегалитический храм, похоже, превратился в огромное здание с куполом, ставшее доминантой речного берега. Устье реки охраняют два маяка, мимо которых в море уходят суда с латинскими парусами. Ликующая толпа наводняет террасы и балконы, в то время как царь либо победоносный военачальник в алом плаще едет в триумфальной процессии, пересекая реку по мосту. На переднем плане бьёт искусно выполненный фонтан. Общая картина напоминает золотой век Древнего Рима. Роскошь, проявляющаяся во всех деталях этого городского пейзажа, предвещает в то же время и неизбежный крах этой могущественной цивилизации.

### Крушение

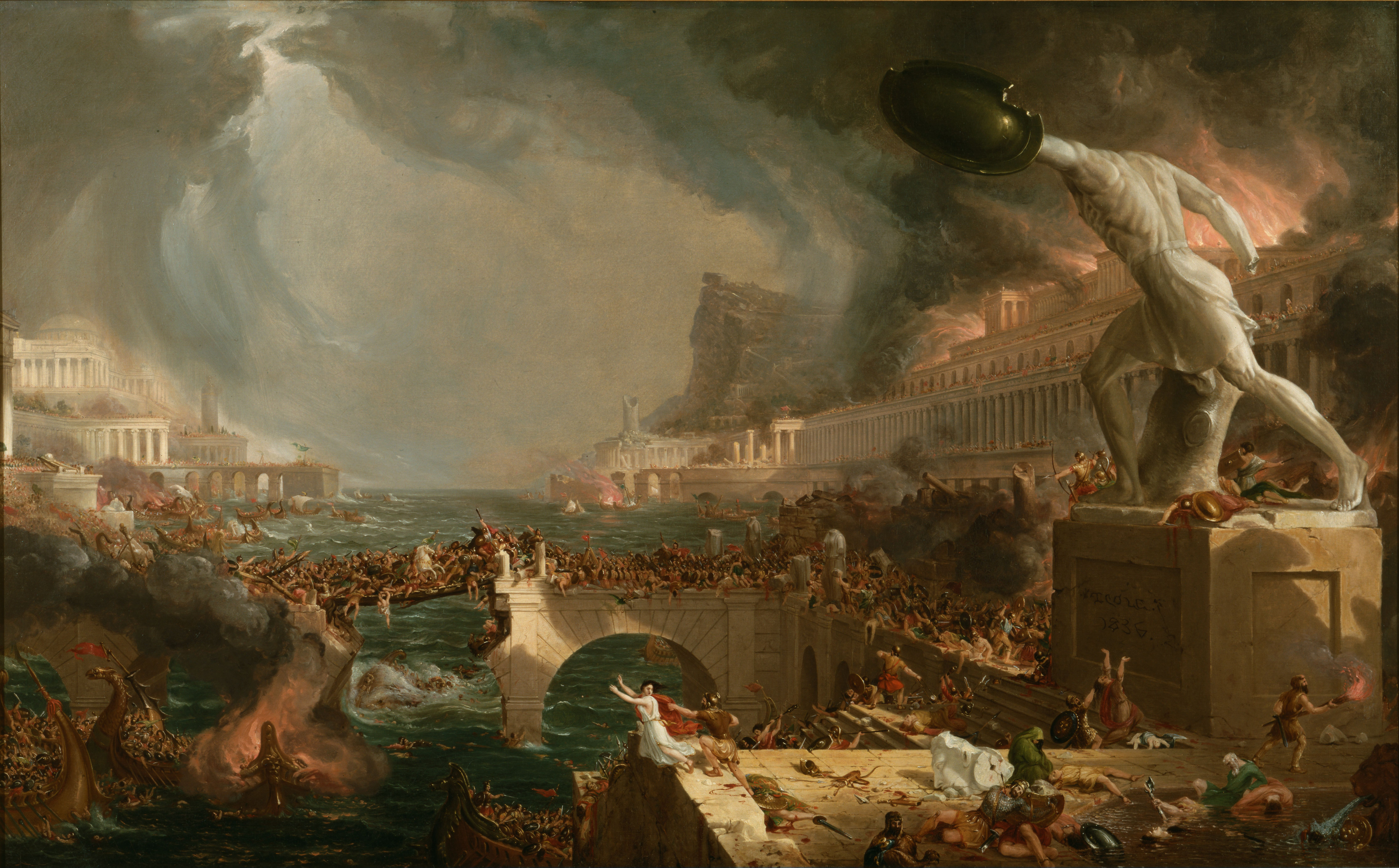
Крушение, 1836

На четвёртом полотне, «Крушение» (Destruction), перспектива практически та же, что на третьем, — художник лишь немного отступил назад, чтобы сделать обзор шире, и переместился почти к центру реки. На фоне бури идёт грабёж и разорение города. Похоже, вражеский флот одолел городские укрепления, поднялся вверх по реке, и теперь его воины жгут город, убивая и насилуя его жителей. Мост, по которому когда-то проходила триумфальная процессия, разрушен; самодельная переправа готова развалиться под тяжестью солдат и беженцев. Колонны сломаны, из верхних этажей дворца на набережной вырывается огонь. На переднем плане стоит статуя какого-то почитаемого героя (в позе боргезского борца), лишившаяся головы, но всё ещё шагающая навстречу неясному будущему. В слабеющем вечернем свете видно, что мёртвые лежат там, где их настигла смерть, в фонтанах и на памятниках, которые были призваны воспевать величие ныне гибнущей цивилизации. Вероятно, эта сцена была навеяна разграблением Рима вандалами в 455 году. С другой стороны, в правой нижней части «Расцвета» можно заметить двух мальчиков в красной и зелёной одежде, тех же цветов, что флаги противоборствующих сторон в «Крушении». Один из них потопил палкой кораблик другого. Возможно, таким образом художник намекнул на предстоявшие события.

### Запустение

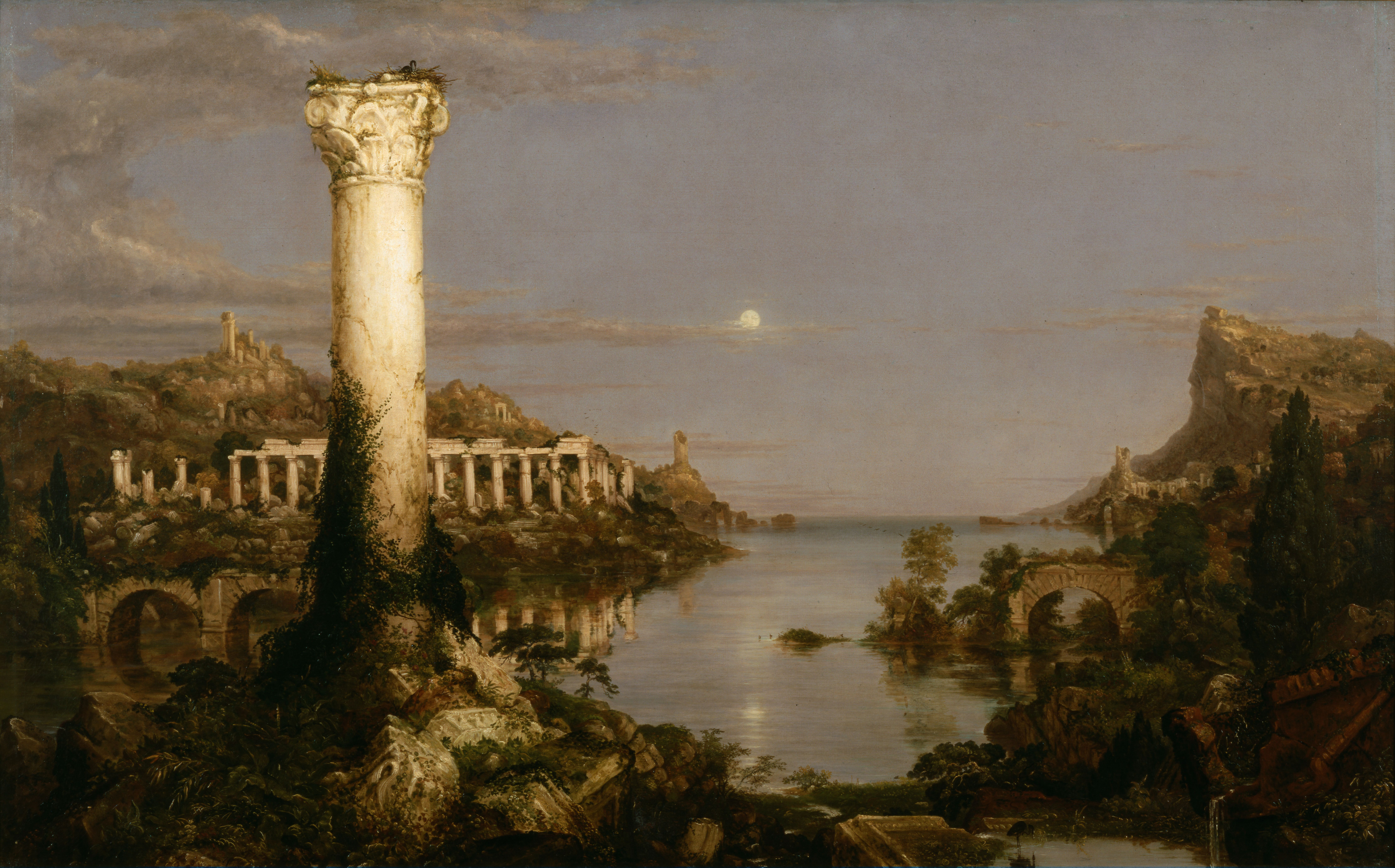
Запустение, 1836

На пятом полотне, «Запустение» (Desolation), изображены последствия нашествия спустя годы. Руины города предстают в синеватом свете уходящего дня. Пейзаж начал возвращаться к естественному облику, и на нём не видно людей, однако остатки их построек проступают из-под деревьев и плюща. На заднем плане виднеются обрубки маяков; ещё видны арки разрушенного моста и колонны храма; на переднем плане возвышается одинокая колонна, ставшая приютом для птичьего гнезда. Около правого нижнего угла картины можно заметить чёрную цаплю, а у воды справа от разрушенного храма — оленя, чья фигура перекликается с убегающим оленем с первой картины. Если на первом полотне был изображён восход солнца, то здесь речная вода отражает бледный свет восходящей луны, а последние лучи заходящего солнца отражаются от колонны. Эта печальная картина символизирует то, чем империи становятся после падения, — трагическое будущее, откуда люди сами себя изгнали.

## История создания
Источником вдохновения для Коула в этой работе стало прежде всего трёхлетнее путешествие по Европе, в котором он увидел как музеи со множеством картин других романтиков, так и римские руины в Италии. Наследие прежних культур очаровало его и подтолкнуло к созданию серии, посвящённой идее, что любая империя, как бы могущественна она ни была, рано или поздно распадается и гибнет. В то же время цикл отражает страх Коула перед растущей одержимостью американцев прогрессом за счёт природы.
Название серии взято из известного в XIX веке стихотворения «Перспектива насаждения искусств и учения в Америке» (Verses on the Prospect of Planting Arts and Learning in America), которое было написано Джорджем Беркли в 1726 году. В нём говорится о пяти этапах цивилизации. Последняя строфа начинается со строки «На запад путь империи лежит» (Westward the course of empire takes its way) и предсказывает, что новая империя возникнет в Америке.

## Расположение картин
Коул написал эту серию с намерением выставить картины на видном месте в галерее на третьем этаже особняка его покровителя Лумана Рида, по адресу Нью-Йорк, Гринвич-стрит, 13. Судя по диаграмме Коула, картины должны были располагаться примерно в таком порядке:
|  |  |  |
|  |  |  |
|  |  |  |
|  |  |  |

## Комментарии
1. ↑  На постаменте написаны имя автора и дата — 1836 год.